# Kazuo Saitō (atleta)
Kazuo Saitō (斎藤和夫?, Saitō Kazuo; 26 giugno 1942 – 2 giugno 2006) è stato un marciatore giapponese.
Ha partecipato ai Giochi di Tokyo 1964 e di Città del Messico 1968, gareggiando nella marcia.